# Руффіньї
Руффіньї́ (фр. Rouffigny) — колишній муніципалітет у Франції, у регіоні Нормандія, департамент Манш. Населення — 326 осіб (2011).
Муніципалітет був розташований на відстані близько 270 км на захід від Парижа, 80 км на південний захід від Кана, 37 км на південь від Сен-Ло.

## Історія
До 2015 року муніципалітет перебував у складі регіону Нижня Нормандія. Від 1 січня 2016 року належав до нового об'єднаного регіону Нормандія.
1 січня 2016 року Руффіньї і Вільдьє-ле-Поель було об'єднано в новий муніципалітет Вільдьє-ле-Поель-Руффіньї.

## Демографія
Динаміка населення (Insee ):
Розподіл населення за віком та статтю (2006):
| Стать | Всього | До 15 років | 15-24 | 25-44 | 45-64 | 65-85 | Понад 85 |
| --- | ------ | ----------- | ----- | ----- | ----- | ----- | -------- |
| Чоловіки | 160    | 28          | 8     | 42    | 33    | 41    | 8        |
| Жінки | 155    | 20          | 29    | 32    | 46    | 24    | 4        |
| \| Статево-вікова піраміда \| Статево-вікова піраміда \| Статево-вікова піраміда \| \| ----------------------- \| ----------------------- \| ----------------------- \| \| Чоловіки \| Вік \| Жінки \| \| 8 \| 85 + \| 4 \| \| 0 \| 80-84 \| 8 \| \| 8 \| 75-79 \| 4 \| \| 12 \| 70-74 \| 8 \| \| 21 \| 65-69 \| 4 \| \| 4 \| 60-64 \| 8 \| \| 4 \| 55-59 \| 17 \| \| 8 \| 50-54 \| 0 \| \| 17 \| 45-49 \| 21 \| \| 8 \| 40-44 \| 8 \| \| 0 \| 35-39 \| 8 \| \| 17 \| 30-34 \| 8 \| \| 17 \| 25-29 \| 8 \| \| 4 \| 20-24 \| 4 \| \| 4 \| 15-20 \| 25 \| \| 8 \| 10-14 \| 8 \| \| 8 \| 5-9 \| 4 \| \| 12 \| 0-4 \| 8 \| |        |             |       |       |       |       |          |
| Статево-вікова піраміда |        |             |       |       |       |       |          |
| Чоловіки | Вік    | Жінки       |       |       |       |       |          |
| 8 | 85 +   | 4           |       |       |       |       |          |
| 0 | 80-84  | 8           |       |       |       |       |          |
| 8 | 75-79  | 4           |       |       |       |       |          |
| 12 | 70-74  | 8           |       |       |       |       |          |
| 21 | 65-69  | 4           |       |       |       |       |          |
| 4 | 60-64  | 8           |       |       |       |       |          |
| 4 | 55-59  | 17          |       |       |       |       |          |
| 8 | 50-54  | 0           |       |       |       |       |          |
| 17 | 45-49  | 21          |       |       |       |       |          |
| 8 | 40-44  | 8           |       |       |       |       |          |
| 0 | 35-39  | 8           |       |       |       |       |          |
| 17 | 30-34  | 8           |       |       |       |       |          |
| 17 | 25-29  | 8           |       |       |       |       |          |
| 4 | 20-24  | 4           |       |       |       |       |          |
| 4 | 15-20  | 25          |       |       |       |       |          |
| 8 | 10-14  | 8           |       |       |       |       |          |
| 8 | 5-9    | 4           |       |       |       |       |          |
| 12 | 0-4    | 8           |       |       |       |       |          |

## Економіка
2010 року серед 206 осіб працездатного віку (15—64 років) 164 були активними, 42 — неактивними (показник активності 79,6%, у 1999 році було 66,8%). З 164 активних мешканців працювало 157 осіб (84 чоловіки та 73 жінки), безробітними було 7 (4 чоловіки та 3 жінки). Серед 42 неактивних 16 осіб було учнями чи студентами, 15 — пенсіонерами, 11 були неактивними з інших причин.

У 2010 році в муніципалітеті числилось 130 оподаткованих домогосподарств, у яких проживали 303,0 особи, медіана доходів виносила 16 303 євро на одного особоспоживача